# Palau Sant Jordi
Palau Sant Jordi ((hrv.) Sportska palača Sant Jordi) sportska je dvorana u španjolskom gradu Barceloni, u pokrajini Katalonija.
Namjena ovoga sportskog objekta su košarkaška, gimnastička i rukometna natjecanja. Otvorena je 1991. godine za rukometna i gimnastička natjecanja na Olimpijskim igrama - Barcelona 1992. Kapacitet dvorane je 16 50 mjesta za natjecanja u rukometu dok na koncerte koji se daju u dvorani staje 24 000 osoba. 
U ovoj dvorani je tri puta održano finale utakmica u košarkaškoj Euroligi i to 1998. 2003.i 2011. godine. U njoj je igrano i finale Davis Cupa 2000. kada Španjolci osvajaju svoju prvu titulu u pobjedi nad Austarlijom kao i 2009. kada je Španjolska bila bolja od Češke.
Svjetsko prvenstvo u vodenim sportovima 2003. održano je u dvorani kad je u njoj privremeno instaliran bazen a ista manifestacija će se održati i 2013.
Za vrijeme Svjetskog rukometnog prvenstva koje će se 2013. godine održati u Španjolskoj bit će jedna od dvorana u kojoj će se održavati dio natjecanja po skupinama. 
Dvorana će ugostiti i svjetsko prvenstvo u košarci 2014.

## Vanjske poveznice
- Službena stranica